# يان أندريه كالي
يان أندريه كالي هو دراج سلوفاكي، ولد في 9 ديسمبر 1995.

## وصلات خارجية
- يان أندريه كالي على موقع الاتحاد الدولي للدراجات (الإنجليزية)
- يان أندريه كالي على موقع أرشيف الدراجات (الإنجليزية)
- يان أندريه كالي على موقع إحصائيات الدراجات الإحترافية (الإنجليزية)
- يان أندريه كالي على موقع نسبة الدراجات (الإنجليزية)
- يان أندريه كالي على موقع MTB Data (الإنجليزية)